# Бекмухамедов, Исмаил
Исмаил Бекмухамедов (тат. Исмәгыйль Бикмөхәммәт углы, XVIII в., род. и умер в Каргалинской (Сеитовской) слободе, в дальнейшем с. Татарская Каргала Оренбургской губернии, затем Оренбургской области) — российский путешественник.
С четырьмя спутниками (Абдрахман, Надур, Якуб и слуга) в 1751 предпринял путешествие с целью открытия торговых путей в Индию. Это первое путешествие в истории Оренбургской губернии было полно драматизма. Маршрут его проходил из Оренбурга через Ургенч — Бухару — Андхой — Герат — Кандагар — Басру — Сурат — Хайдарабад — Бенарес — Дели — Мекку — Медину — Дамаск — Иерусалим — Стамбул. По пути следования все спутники Бекмухамедова погибли. Сам он оставил «Записки», которые состояли из трех частей:
1. Описание поездки в Среднюю Азию, Афганистан, Иран, Ирак, Индию;
2. Паломничество по святым местам Аравии;
3. Возвращение через Турцию (Стамбул) на родину. Их расшифровал Ризаэтдин Фахретдинов.